# Národní fronta (Belgie)
Front national (FN, česky Národní fronta) byla belgická frankofonní politická strana vzniklá roku 1985. Strana se profilovala jako nacionalistický a populistický subjekt, bývá řazena na krajní pravici politického spektra. Členové a sympatizanti strany byli běžně označováni jako frontisté.

## Historie
Národní frontu vedl od jejího založení Daniel Féret, který byl ovšem roku 2007 vyloučen ze strany (ačkoliv formálně měl zůstat předsedou až do konce roku 2009). Nahradil ho dosavadní místopředseda Michel Delacroix, který ovšem v listopadu 2008 odstoupil po zveřejnění záznamu, na kterém zlehčoval holokaust.
V roce 2012 došlo k rozpuštění strany. Příčinou byl spor s Marine Le Penovou, předsedkyní dříve vzniklé stejnojmenné francouzské Národní fronty, kvůli užívání stejného názvu a symbolů. Le Penová podala žalobu na belgickou Národní frontu a soud rozhodl o jejím rozpuštění. Strana poté začala vystupovat pod názvem Národní demokracie (Democratie Nationale).

## Charakteristika a zapojení do politického systému
Strana vznikla v roce 1985 fúzí tří subjektů: Národně sociálního hnutí (Mouvement Social Nationaliste), Unie za novou demokracii (l'Union pour une nouvelle Démocratie) a skupiny Delta. Znak strany byl totožný se znakem strany stejného názvu ve Francii.
Program strany byl založen především na odporu vůči imigraci ze států Maghrebu a Turecka. Především svými protivníky byla označována za populistickou a reakční.

## Volby (1985–2006)

### Volby do Poslanecké sněmovny
| Volební rok | Celkový počet hlasů | Hlasy v % | Počet mandátů |
| ----------- | ------------------- | --------- | ------------- |
| 1985        | 3 738               | 0,1 %     | 0             |
| 1987        | 7 596               | 0,1 %     | 0             |
| 1991        | 64 992              | 1,1 %     | 1             |
| 1995        | 138 496             | 2,3 %     | 2             |
| 1999        | 90 401              | 1,5 %     | 1             |
| 2003        | 130 012             | 1,98 %    | 1             |
| 2007        | 131 385             | 1,97 %    | 1             |

### Volby dobelgického senátu
| Volební rok | Celkový počet hlasů | Hlasy v % | Počet mandátů |
| ----------- | ------------------- | --------- | ------------- |
| 1985        | 4 201               | 0,1 %     | 0             |
| 1987        | 8 186               | 0,6 %     | 0             |
| 1987        | 60 876              | 1,0 %     | 0             |
| 1995        | –                   | –         | –             |
| 1999        | 92 924              | 1,5 %     | 0             |
| 2003        | 147 305             | 2,25 %    | 1             |
| 2007        | 150 461             | 2,27 %    | 1             |

### Volby doEvropského parlamentu
| Volební rok | Celkový počet hlasů | Hlasy v % | Počet mandátů |
| ----------- | ------------------- | --------- | ------------- |
| 1994        | 175 732             | 2,9 %     | 1             |
| 1999        | 94 848              | 1,52 %    | 0             |
| 2004        | 181 351             | 2,79 %    | 0             |